# Beedon
Beedon är en ort och civil parish i Storbritannien.   Den ligger i kommunen West Berkshire i riksdelen England, i den södra delen av landet, 80 km väster om huvudstaden London. Beedon ligger 159 meter över havet och antalet invånare är 459.
Terrängen runt Beedon är platt. Runt Beedon är det ganska tätbefolkat, med 207 invånare per kvadratkilometer. Närmaste större samhälle är Abingdon, 19,6 km norr om Beedon. Trakten runt Beedon består till största delen av jordbruksmark.